# Amaterasu
Amaterasu (ja. 天照) je šintoistička božica Sunca, gospodarica neba. 

## Etimologija
Amaterasino ime znači "ona koja obasjava nebo". Ime joj govori o njezinoj ulozi u svemiru. Druga su joj imena Amaterasu-ōmikami (天照大神（あまてらすおおみかみ) i Ōhiru-menomuchi-no-kami. 

## Karakteristike
Amaterasu se predstavlja kao žena crne kose sa sjajnim Sunčevim zrakama iznad glave, često kako izlazi iz špilje. Smatra se jednom od najljepših božica. Smatra se da za vrijeme potresa Amaterasu pada s neba.

## Kult
Kult Sunca oduvijek postoji u Japanu. Svi japanski carevi smatrali su se potomcima Amaterasu, ili čak sinovima. U egipatskoj mitologiji, faraoni su sinovi boga Sunca Raa. Hirohito, car koji je vladao u vrijeme Drugog svjetskog rata, odrekao se božanskog podrijetla javno, ali se misli da se on i dalje smatrao Amaterasinim sinom. I danas se ljudi mole Amaterasu u njezinim hramovima.

## Mitologija

### Obitelj
Amaterasu je kći Izanagija, a rođena je iz njegovog lijevog oka kada se kupao u rijeci nakon što je pobjegao iz podzemlja gdje je bila njegova žena Izanami. Njezina su braća bog Mjeseca, Tsukuyomi i strašni bog oluje, Susano. Amaterasu ima puno polubraće, koja su djeca njezinog oca i tete Izanami. 

### Odnos između Amaterasu i Susana
Kad je Amaterasu rođena, Izanagi joj je dao moć nad nebom. Njezin brat Tsukuyomi postao je vladar carstva noći. Susano, bog mora i oluja, je jednom počeo plakati, a njegov plač trajao je mnogo dana, a kad je odgovorio ocu zašto tako dugo plače, otac ga je protjerao u podzemlje jer je želio živjeti s majkom Izanami u podzemnom svijetu. Susano je smetao svoju sestru i ona je mislila u sebi da Susano želi oteti njezino kraljevstvo. Ona je tada pobjegla u jednu špilju i Sunca je nestalo, ali bogovi (na japanskom jeziku zvani kamiji) su se skupili, upalili baklje i zaplesali. Amaterasu je izašla i Sunce se ponovno pojavilo, no kamiji su postavili ogledalo i, kad je Amaterasu ušla u špilju, zrake Sunca odbile su se o ogledalo i ponovno došle njoj, pa je na kratko vrijeme bila zaslijepljena.

### Moć
Amaterasu je vladarica neba, dana, Sunca, svjetla, riže, pšenice te ljepote, a za vrijeme budizma povezana je s Budom. Svetišta su joj na otoku Honshuu, a u njemu se nalazi zrcalo. Na zimski solsticij, slavi se njezin izlazak iz jame, jer se smatra da se tada Amaterasu negdje skriva.